# Düngerlinge
Düngerlinge (Panaeolus) sind eine Gattung giftiger und auch giftverdächtiger Pilzarten aus der Familie der Mistpilzverwandten (Bolbitiaceae).
Die Typusart ist der Behangene Düngerling (Panaeolus papilionaceus). Üblicherweise wird die Gattung den sogenannten Little brown mushrooms zugeordnet.

## Merkmale
Der Fruchtkörper ist meist braun, der Hut ist kegelig, glockig bis halbkugelig geformt und im ausgewachsenen Zustand manchmal auch ausgebreitet. Der Stiel sitzt zentral am Hut und besitzt, außer beim Ring-Düngerling, keinen Ring. Das Sporenpulver ist schwarz, die Lamellen sind im reifen Zustand dunkelbraun bis schwarz, aber durch den unterschiedlichen Zeitpunkt der Sporenreife gescheckt. Die Sporen sind glatt.

## Ökologie
Düngerlinge kommen stets an grasbewachsenen Standorten mit Dungablagerungen vor. Aufgrund dieser Standortansprüche sind die Düngerlinge auf Weideflächen in allen Gegenden, in denen Viehzucht betrieben wird, weit verbreitet. Sie sind Kulturfolger, deren Verbreitungsgebiet dem der Weidewirtschaft folgt.

## Arten (Auswahl)
Die Gattung umfasst weltweit ca. 16 Arten. In Europa kommen folgende Spezies vor bzw. sind dort zu erwarten:
| Düngerlinge (Panaeolus) in Europa |                                                   |                                                         |
| \| Deutscher Name \| Wissenschaftlicher Name \| Autorenzitat \| \| ------------------------------ \| ------------------------------------------------- \| ------------------------------------------------------- \| \| Langstieliger Düngerling \| Panaeolus acuminatus \| (P. Kummer 1871) Quélet 1872 \| \| \| Panaeolus acuminatus var. cephalocystis \| E. Ludwig 2001 \| \| \| Panaeolus acuminatus var. quercicola \| Contu & Hausknecht 2003 \| \| Elchmist-Düngerling \| Panaeolus alcis (beschrieben als „alcidis“) \| M.M. Moser 1984 \| \| Antillen-Düngerling \| Panaeolus antillarum \| (Fries 1828 : Fries 1828) Dennis 1961 \| \| \| Panaeolus atrobalteatus \| Pegler & A. Henrici 1998 \| \| Zweisporiger Düngerling \| Panaeolus bisporus \| (Malençon & Bertault 1970) Ew. Gerhardt 1996 \| \| Dunkelrandiger Düngerling \| Panaeolus cinctulus \| (Bolton 1791) Saccardo 1887 \| \| Blauender Düngerling \| Panaeolus cyanescens \| Saccardo 1887 \| \| Walzensporiger Düngerling \| Panaeolus cylindrosporus \| E. Ludwig 2001 \| \| Dunkler Düngerling \| Panaeolus fimicola \| (Persoon 1801 : Fries 1821) Quélet 1872 \| \| Getropftschneidiger Düngerling \| Panaeolus guttulatus (beschrieben als „Paneolus“) \| Bresadola 1883 \| \| Punktiertsporiger Düngerling \| Panaeolus olivaceus \| F.H. Møller 1945 \| \| Behangener Düngerling \| Panaeolus papilionaceus \| (Bulliard 1781 : Fries 1821) Quélet 1872 \| \| \| Panaeolus papilionaceus var. parvisporus \| Ew. Gerhardt 1996 \| \| \| Panaeolus pseudoguttulatus \| Hausknecht & Krisai-Greilhuber 2009 \| \| Kleinsporiger Düngerling \| Panaeolus reticulatus \| Overholts 1916 \| \| Beringter Düngerling \| Panaeolus semiovatus \| (Sowerby 1798 : Fries 1821) S. Lundell & Nannfeldt 1938 \| \| Schmieriger Düngerling \| Panaeolus semiovatus var. phalaenarum \| (Fries 1838) Ew. Gerhardt 1996 \| \| Nördlicher Düngerling \| Panaeolus subfirmus \| P. Karsten 1889 \| |                                                   |                                                         |
| Deutscher Name | Wissenschaftlicher Name                           | Autorenzitat                                            |
| Langstieliger Düngerling | Panaeolus acuminatus                              | (P. Kummer 1871) Quélet 1872                            |
| | Panaeolus acuminatus var. cephalocystis           | E. Ludwig 2001                                          |
| | Panaeolus acuminatus var. quercicola              | Contu & Hausknecht 2003                                 |
| Elchmist-Düngerling | Panaeolus alcis (beschrieben als „alcidis“)       | M.M. Moser 1984                                         |
| Antillen-Düngerling | Panaeolus antillarum                              | (Fries 1828 : Fries 1828) Dennis 1961                   |
| | Panaeolus atrobalteatus                           | Pegler & A. Henrici 1998                                |
| Zweisporiger Düngerling | Panaeolus bisporus                                | (Malençon & Bertault 1970) Ew. Gerhardt 1996            |
| Dunkelrandiger Düngerling | Panaeolus cinctulus                               | (Bolton 1791) Saccardo 1887                             |
| Blauender Düngerling | Panaeolus cyanescens                              | Saccardo 1887                                           |
| Walzensporiger Düngerling | Panaeolus cylindrosporus                          | E. Ludwig 2001                                          |
| Dunkler Düngerling | Panaeolus fimicola                                | (Persoon 1801 : Fries 1821) Quélet 1872                 |
| Getropftschneidiger Düngerling | Panaeolus guttulatus (beschrieben als „Paneolus“) | Bresadola 1883                                          |
| Punktiertsporiger Düngerling | Panaeolus olivaceus                               | F.H. Møller 1945                                        |
| Behangener Düngerling | Panaeolus papilionaceus                           | (Bulliard 1781 : Fries 1821) Quélet 1872                |
| | Panaeolus papilionaceus var. parvisporus          | Ew. Gerhardt 1996                                       |
| | Panaeolus pseudoguttulatus                        | Hausknecht & Krisai-Greilhuber 2009                     |
| Kleinsporiger Düngerling | Panaeolus reticulatus                             | Overholts 1916                                          |
| Beringter Düngerling | Panaeolus semiovatus                              | (Sowerby 1798 : Fries 1821) S. Lundell & Nannfeldt 1938 |
| Schmieriger Düngerling | Panaeolus semiovatus var. phalaenarum             | (Fries 1838) Ew. Gerhardt 1996                          |
| Nördlicher Düngerling | Panaeolus subfirmus                               | P. Karsten 1889                                         |

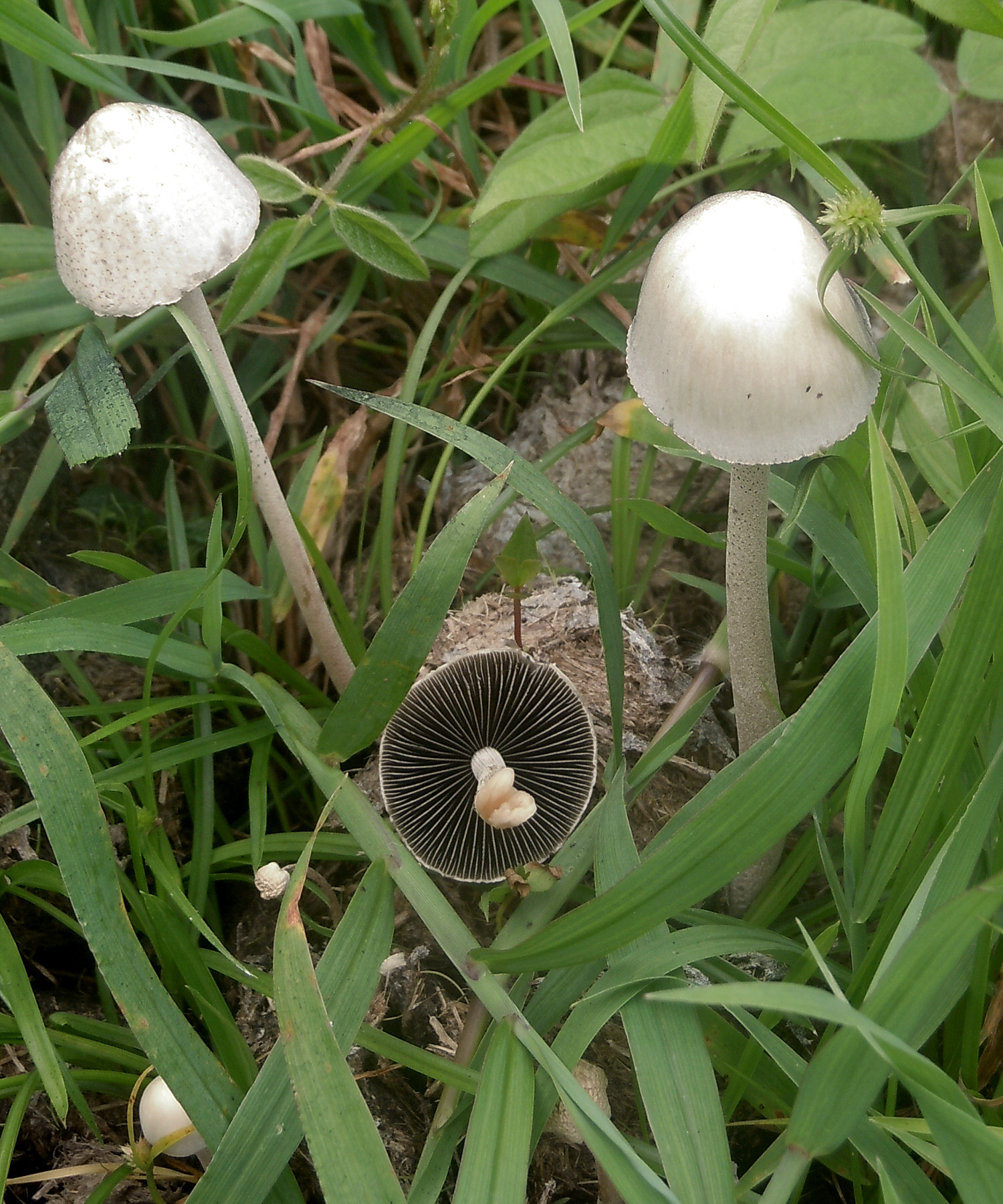
Antillen-Düngerling Panaeolus antillarum
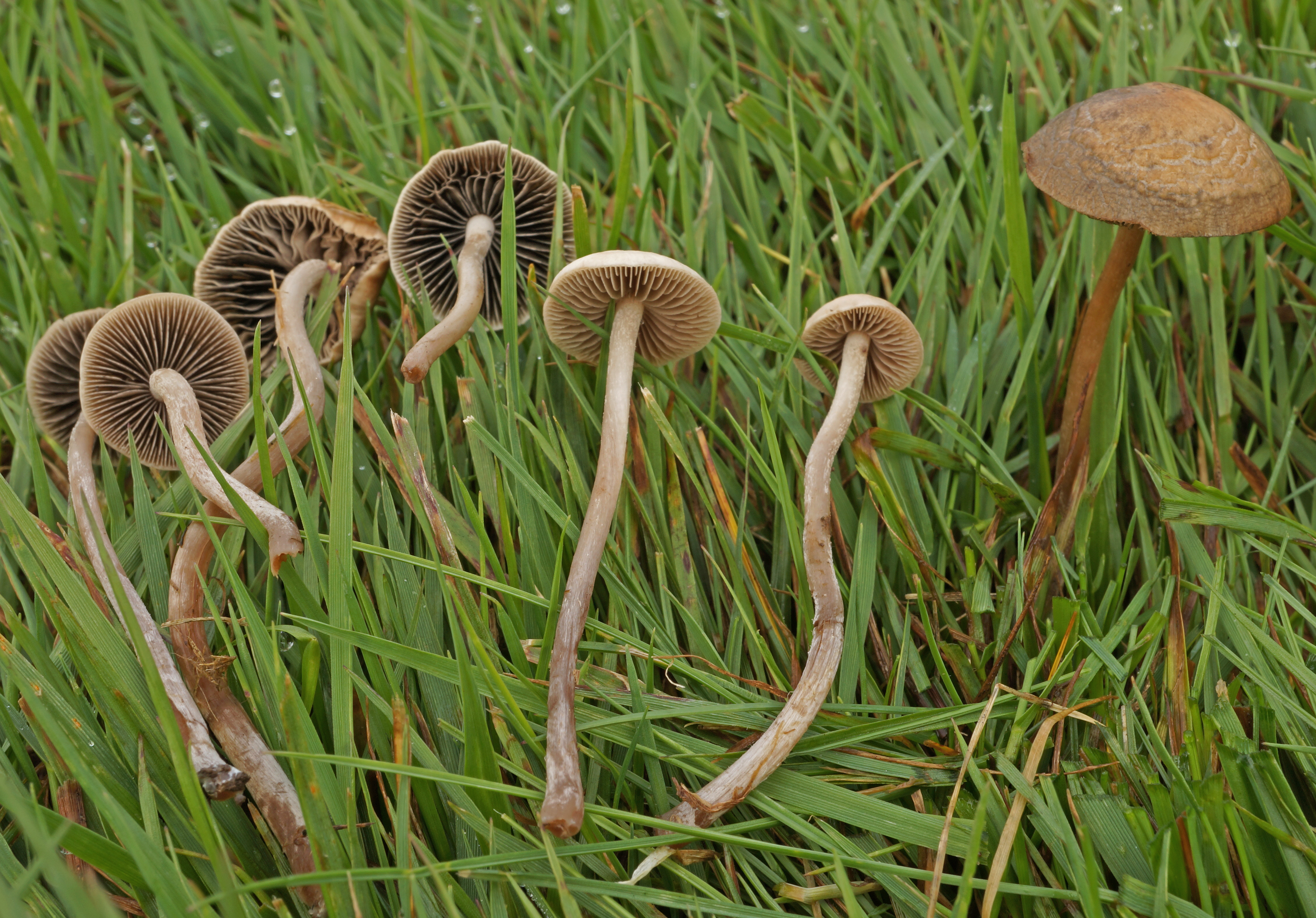
Dunkelrandiger Düngerling Panaeolus cinctulus
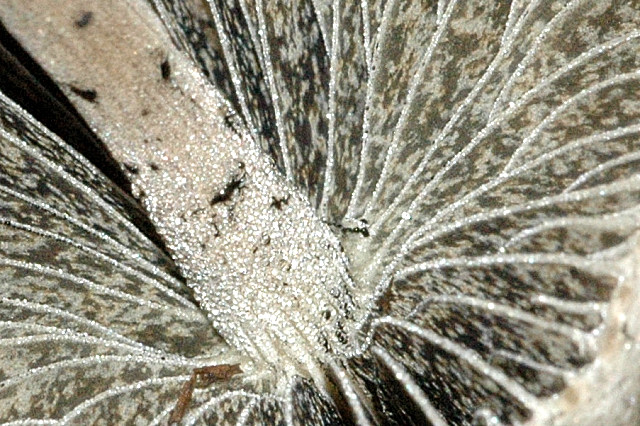
Getropftschneidiger Düngerling Panaeolus guttulatus
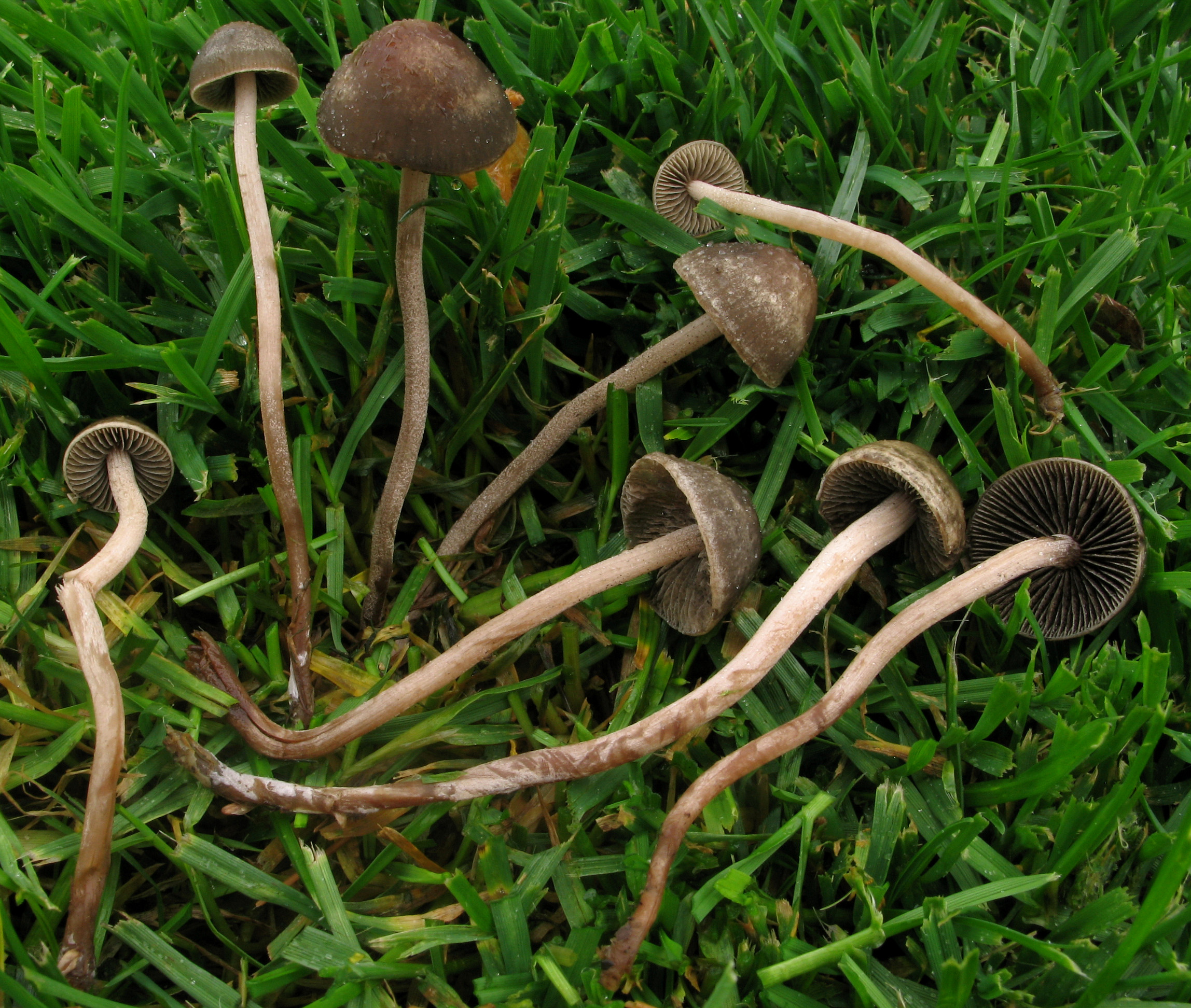
Punktiertsporiger Düngerling Panaeolus olivaceus
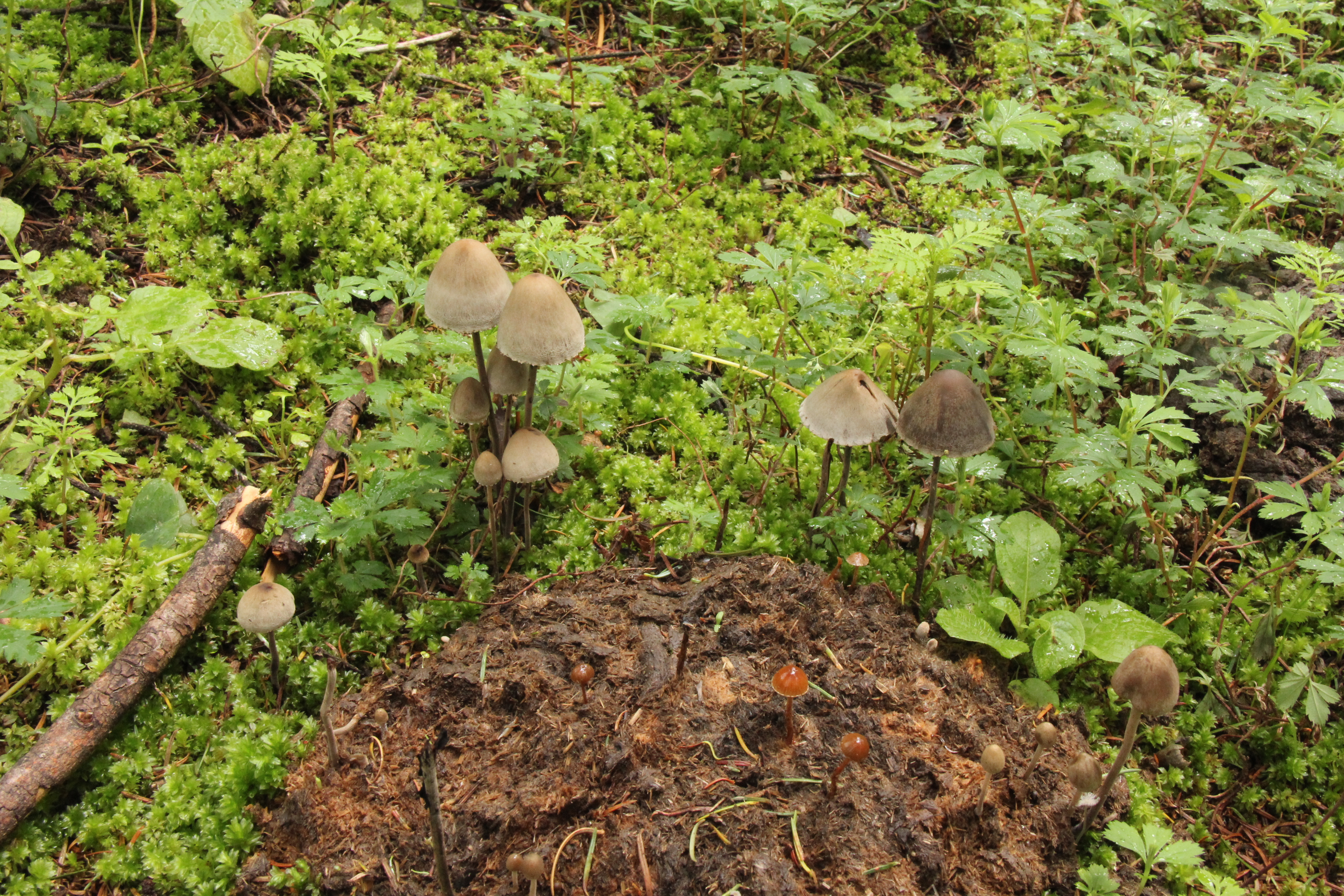
Behangener Düngerling Panaeolus papilionaceus
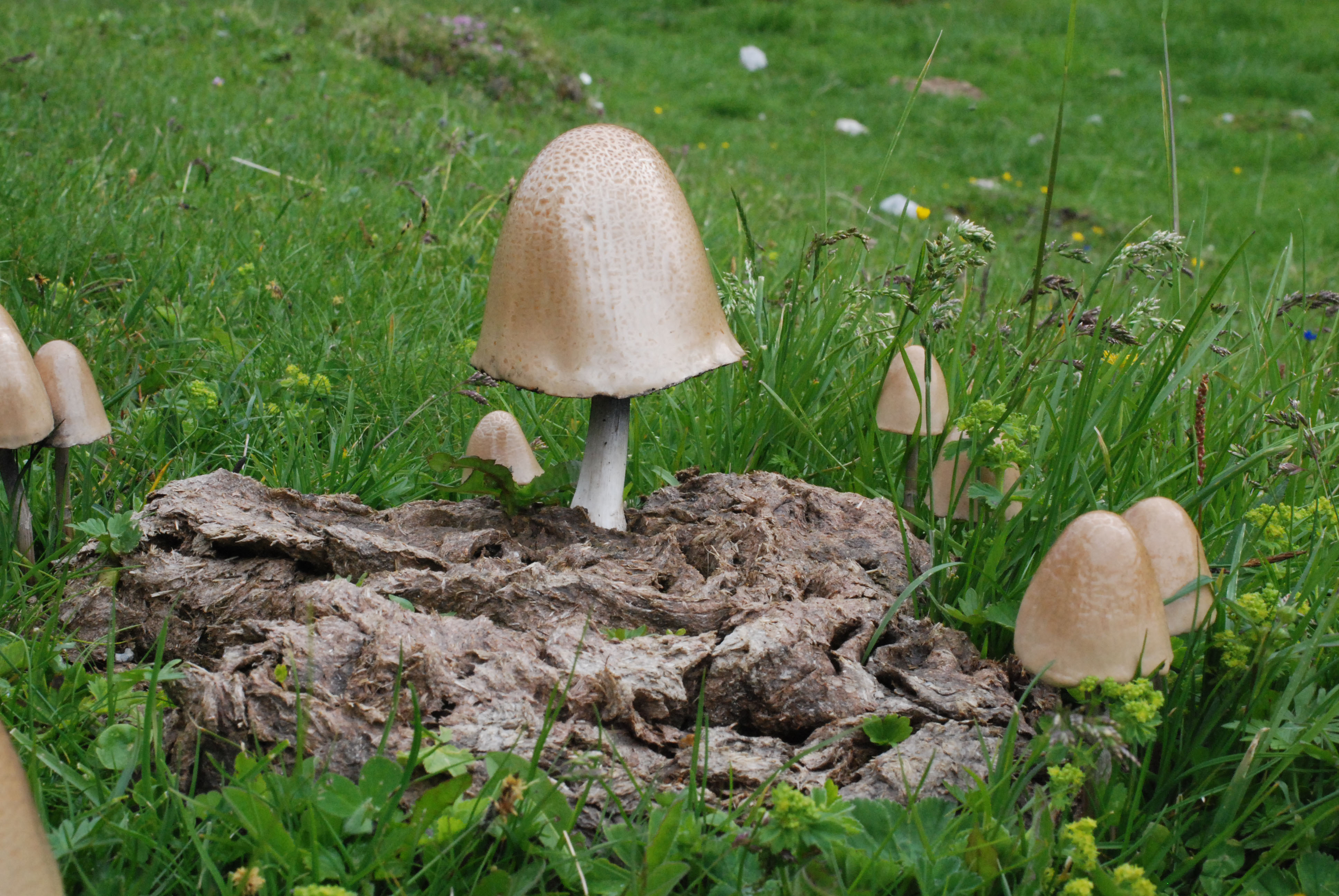
Beringter Düngerling Panaeolus semiovatus
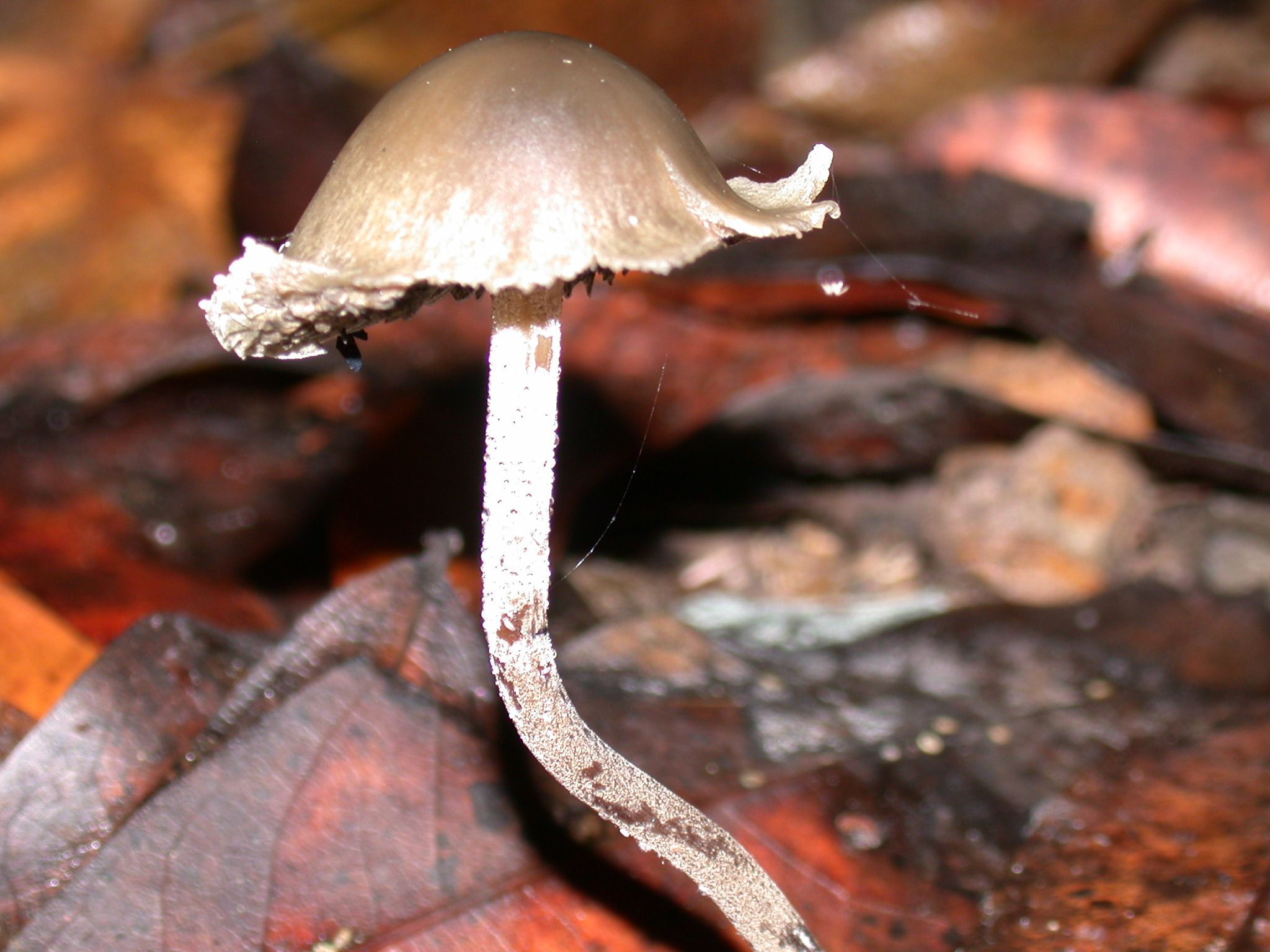
Panaeolus acuminatus

## Systematik
Die Düngerlinge wurden früher zu den Tintlingsverwandten gestellt.
Arten der Gattung Panaeolina, welche sich durch warzige Sporen unterscheidet, wurden früher ebenfalls zur Gattung Panaeolus gezählt, darunter beispielsweise der häufige Heudüngerling (Panaeolina foenisecii).

## Bedeutung

### Inhaltsstoffe
Fast alle Pilze der Gattung der Düngerlinge enthalten Serotonin, Harnstoff und Tryptophan. Einige Arten enthalten zusätzlich die psychoaktiv wirksamen Indolalkaloide Psilocybin und Psilocin. Bedeutend sind hier der im tropischen Raum vorkommende Blauende Düngerling (Panaeolus cyanescens) mit sehr hoher Alkaloidkonzentration und der in Mitteleuropa heimische, schwach wirksame Dunkelrandige Düngerling (Panaeolus cinctulus).
Eine weitere häufige Art ist der Behangene Düngerling (Panaeolus papilionaceus), bei dem der Wirkstoffgehalt jedoch umstritten ist. Neuere Untersuchungen bezeichnen den Pilz als wirkungslos, wobei von der Spezies möglicherweise mehrere chemische Unterarten existieren.